# Kindu
Kindu (dawniej Kindu Port-Empain) – miasto w Demokratycznej Republice Konga, stolica prowincji Maniema. Miasto usytuowane jest nad rzeką Kongo, 500 m n.p.m. Liczba mieszkańców Kindu wynosi około 135,5 tys. Kindu posiada połączenie kolejowe z Kalemie, Kamina oraz Kananga oraz małe lotnisko z pasem startowym o długości 2200 m.
Miasto niegdyś było ważnym źródłem złota, kości słoniowej oraz w XIX wieku niewolników.
W mieście rozwinął się przemysł drzewny.